# Acontia melaena
Acontia melaena is een vlinder uit de familie uilen (Noctuidae). De wetenschappelijke naam is voor het eerst geldig gepubliceerd in 1899 door George Francis Hampson.
De soort komt voor in het Afrotropisch gebied.